# Murexiella taylorae
Murexiella taylorae är en snäckart som beskrevs av Edward James Petuch 1987. Murexiella taylorae ingår i släktet Murexiella och familjen purpursnäckor. Inga underarter finns listade i Catalogue of Life.